# Hawker Nimrod
L'Hawker Nimrod è un aereo da caccia imbarcato, monomotore, monoposto e biplano, sviluppato dall'azienda aeronautica britannica Hawker Aircraft nei primi anni trenta.
Nella Bibbia, Nimrod è un re babilonese noto per le proprie doti di cacciatore.
Lo stesso nome verrà utilizzato, negli anni settanta per indicare un quadrigetto, l'Hawker Siddeley Nimrod, destinato al pattugliamento marittimo.

## Storia del progetto
Il progetto dell'Hawker Nimrod prende vita, alla fine degli anni venti, dal prototipo Hawker Hopooe, dal quale verrà sviluppato il caccia Fury. Lo sviluppo dei due velivoli procederà, pressoché parallelamente, intorno alla cellula del motore Rolls Royce Kestrel e, in sostanza, il Nimrod è da considerarsi una versione imbarcata del Fury.
Sydney Camm, capo progettista della Hawker Aircraft Ltd., incoraggiato dai buoni risultati ottenuti dall'Hopooe, prese in considerazione la possibilità di ricavare da tale progetto un caccia navale che potesse rispondere alla specifica 16/30 dell'Air Ministry.
Vennero così realizzati due prototipi, interamente finanziati dal costruttore, che vennero battezzati ufficiosamente Norn (dal nome di un'antica divinità germanica). I prototipi vennero acquistati direttamente dall'Air Ministry per le prove di valutazione ed il nome venne definitivamente mutato in Nimrod.
Il primo esemplare (S1577) venne imbarcato nel 1931 sulla portaerei HMS Eagle (sigla di identificazione "94"), con la quale prese parte alla British Empire Trade Exhibition di Buenos Aires.
Il secondo esemplare (S1578) venne munito di galleggianti in luogo del carrello e testato in configurazione idrovolante.
In seguito al buon esito delle prove di valutazione, venne emanato un primo ordine per 34 esemplari ed il Nimrod entrò in servizio a partire dal giugno del 1932, andando a comporre le file del 408° Flight imbarcato sulla HMS Glorious.

## Tecnica

### Struttura

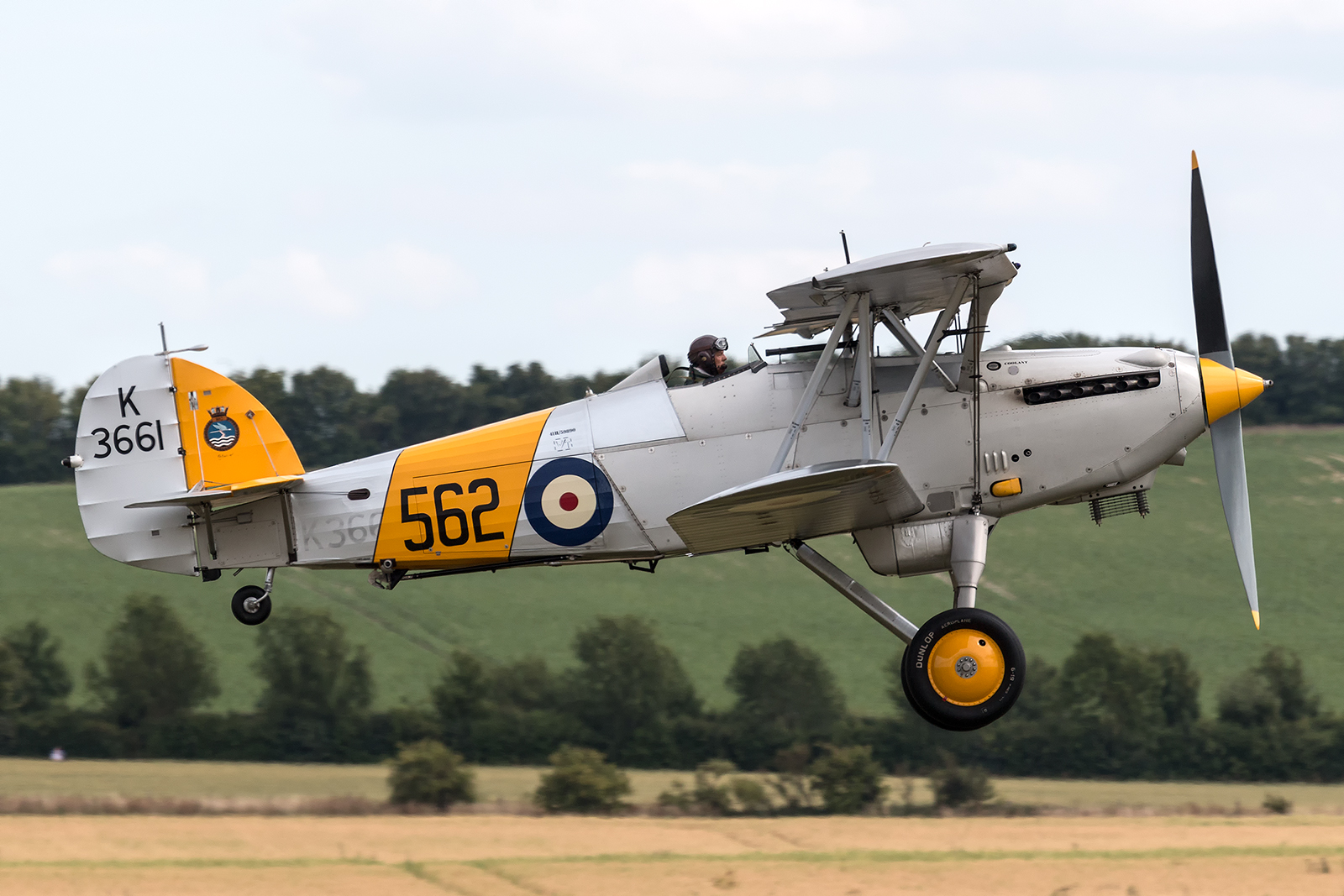
Il Nimrod MKII in volo.

Biplano con struttura interamente metallica, il Nimrod nell'aspetto esterno era decisamente simile al Fury: manteneva inalterato l'alloggiamento aerodinamico del motore e le ali erano dritte ed arrotondate alle estremità; quella superiore era in posizione più avanzata rispetto a quella inferiore.
Nel dettaglio, tuttavia, i due velivoli differivano in diversi particolari: nel Nimrod infatti il rivestimento metallico della parte anteriore si estendeva fin oltre l'abitacolo; gli ammortizzatori erano del tipo a corsa lunga e ad elevato assorbimento (per resistere meglio alle sollecitazioni derivanti dalle operazioni di appontaggio).
Ulteriori differenze, non percepibili ad occhio nudo trattandosi di modifiche interne, riguardavano il posizionamento di cassoncini di galleggiamento nell'ala superiore e nel tronco posteriore della fusoliera, l'impiego di acciaio inossidabile per irrobustire gli attacchi dell'ala ed il castello del motore e lo spostamento verso l'anteriore (7,6 cm) del posto di pilotaggio, al fine di rendere migliore il campo visivo del pilota oltre il bordo d'attacco dell'ala inferiore.
Nel ventre della fusoliera, poco prima dell'abitacolo del pilota, sporgeva la caratteristica presa d'aria per il radiatore del motore Kestrel.
Il carrello fisso aveva le due ruote anteriori collegate fra loro da una barra trasversale; era predisposto per l'installazione dei galleggianti in luogo delle ruote (per un possibile utilizzo come idrovolante).

### Motore
Durante tutto lo sviluppo del Nimrod è sempre stato utilizzato il motore Rolls Royce Kestrel, un V-12 raffreddato a liquido e dotato di compressore. Le versioni impiegate andarono, col passare del tempo, dalla IIS alla V.

### Armamento
Tutte le versioni del Nimrod vennero equipaggiate con 2 mitragliatrici Vickers da 7,7 mm posizionate davanti all'abitacolo, che sparavano attraverso il disco dell'elica, mediante un dispositivo di sincronizzazione dello sparo.
Nelle ali, disposte su apposite rastrelliere, potevano essere ospitate fino a 4 bombe da 9 kg l'una.

## Impiego operativo

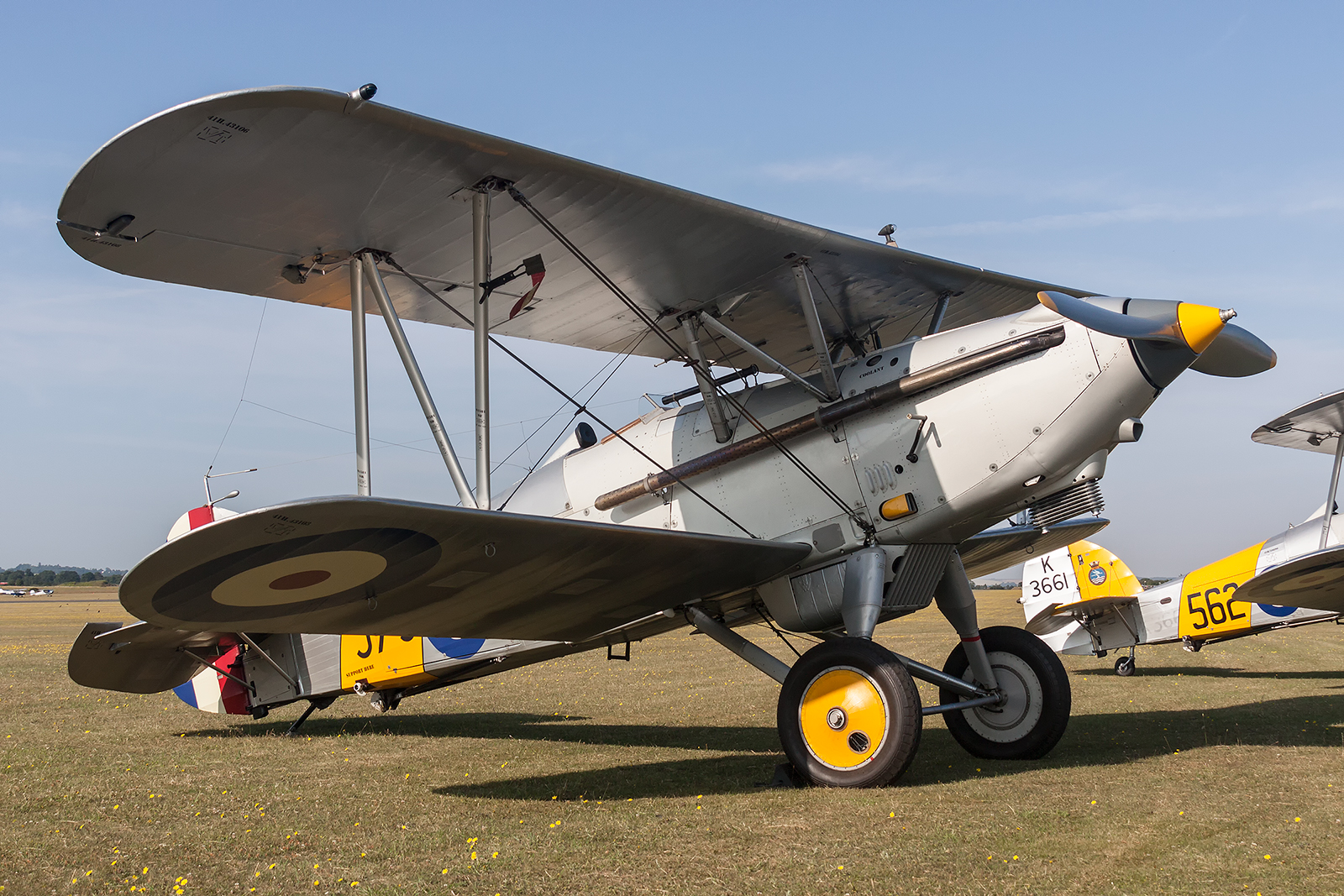
Hawker Nimrod.

All'epoca dell'entrata in servizio (nel 1932), i Nimrod andarono a sostituire i Fairey Flycatcher della Fleet Air Arm (ormai obsoleti).
Nel complesso equipaggiarono 8 reparti imbarcati (Naval Air Squadron), prestando servizio (oltre che sulla Glorious) anche sulle portaerei HMS Furious e HMS Courageous.
All'inizio della guerra i Nimrod vennero ritirati dal servizio e sostituiti dai Gloster Sea Gladiator oppure dai Blackburn Skua.

## Versioni
- Norn: prototipi realizzati per lo studio di una versione imbarcata del caccia Fury, dotati di motore Rolls Royce F.XIMS (successivamente ribattezzato Kestrel);
- Nimrod Mk I: versione di serie, prodotta dal 1931, dotata di motori Kestrel IIS (53 esemplari prodotti fino al 1933);
- Nimrod Mk II: versione di serie prodotta tra il 1933 ed il 1935 (27 esemplari costruiti) che adottava tronco posteriore della fusoliera irrobustito rispetto alla versione precedente; alcuni esemplari furono dotati di motori Kestrel V, ali superiori a freccia e struttura in acciaio inossidabile.

### Varianti per l'esportazione
- Danish Nimrod: 2 esemplari, motorizzati con Kestrel IIIS, forniti nel 1934 alla Danimarca, che successivamente acquistò licenza di produzione e costruì 10 velivoli (definiti anche Nimrødderne);
- Japanese Nimrod: 1 esemplare, con motore Kestrel IIIS, venduto al Giappone nel 1934;
- Portuguese Nimrod: 1 esemplare, inizialmente dotato di motore Kestrel IIS e successivamente riequipaggiato con uno Kestrel V, consegnato nel 1934.

## Utilizzatori
Danimarca
- Hærens Flyvertropper

 Giappone
- Dai-Nippon Teikoku Kaigun Kōkū Hombu

 Portogallo
- Serviço da Aeronáutica Naval

 Regno Unito
- Fleet Air Arm

Dati tratti da L'Aviazione